# Real Muthaphuckkin G's
Singles par Eazy-E
Any Last Werdz
(1994)
Real Muthaphuckkin G's (alternativement Real Compton City G's) est une chanson, sortie en 1993 par le rappeur West Coast américain Eazy-E, extraite de son album It's On (Dr. Dre) 187um Killa. Il s'agit de ce que l'on appelle une « diss song » et qui est adressée à Dr. Dre et à son nouveau protégé Snoop Doggy Dogg. À noter que Dr. Dre et Eazy étaient très amis et faisaient tous deux partis du groupe N.W.A, avant d'entamer chacun une carrière solo, de se brouiller, puis de se réconcilier quelques jours seulement avant la mort de Eazy.

## Description de la chanson
Il s'agissait d'une réponse à la chanson de Dre « Fuck wit Dre Day (and Everybody's Celebratin') », une diss song adressée à Eazy-E. Eazy y explique que Dr. Dre n'était rien d'autre qu'un « wannabe gangsta » (littéralement « quiveutêtre un gangster », un « gangster de studio »), et n'était pas un « OG » (Original Gangster), contrairement à ce que Dre prétendait. Eazy rappelle également qu'il touche de l'argent sur la vente des produits de Dre (ce qui était vrai), car le contrat de ce dernier avec Ruthless Records était toujours effectif. Ceci est mentionné quand Gangsta Dresta dit « Damn E, they tried to fade you on Dre Day » (« mince E, ils ont essayé de te descendre sur Dre Day »), ce à quoi Eazy répond « But Dre Day only meant Eazy's payday » (« mais Dre Day signifiait seulement le jour de paye d'Eazy »). Eazy exprime sa haine pour Dr. Dre, Snoop Dogg, et Death Row Records, notamment quand il dit « Motherfuck Dre, Motherfuck Snoop, Motherfuck Death Row, yo and here comes my left blow ».
Le deuxième couplet est interprété par Gangsta Dresta. Il chante cette phrase : « Ain't broke a law in your life, but yet every time you rap you yap about the guns and knives » (« il a jamais enfreint une loi dans sa vie, mais chaque fois qu'il rappe il se la raconte à propos de flingues et de couteaux »). Sur le troisième couplet, B.G. Knocc Out dit que Dre est ce qu'il appelle un « wannabe », et que « it ain't shit compared to real Muthaphuckkin' G's » (« ça vaut rien comparé à des vrais putains de G », G signifiant Gangsta).
Sur le dernier couplet d'Eazy, et probablement le moins connu chez ses fans de l'époque, il mentionne dans la dernière partie quelque chose très certainement en référence à de nombreuses rumeurs, qui se révélèrent vraies par la suite, à propos de Suge Knight et de la façon abusive avec laquelle il dirigeait Death Row Records. Dans des documentaires sortis plus tard à propos de l'histoire de Death Row, de nombreuses personnes affirment qu'elles furent soit victimes, soit témoins de mauvais traitements, verbaux et physiques, de la part de Suge Knight et des membres de son entourage.
À noter la présence d'un sample très connu sur la chanson : « stop him in his tracks, show him that I am ruthless » (« arrête le dans ses chansons, montre lui que je suis impitoyable »), apparue pour la première fois sur l'album The D.O.C., sorti en 1989, sur la chanson « It's Funky Enough ». Dans le refrain de la chanson, Eazy dit « Yo Dre », extrait de sa chanson « Eazy-Duz-It ». Quand Dre répond « 'Sup », Eazy réplique « Should have known by now, Eazy-Duz-It » (« t'aurais dû le savoir depuis le temps, Eazy-le-fait »). « Real Muthaphuckkin G's » ou « Real Compton City G's » restèrent numéro 1 pendant 11 semaines dans la catégorie « hot rap tracks », battant le record établit auparavant par N.W.A. avec « Straight Outta Compton », numéro 1 pendant 7 semaines.

## Clip de la chanson
Le clip de « Real Muthaphukkin G's » fut tourné à Compton, en Californie, et s'ouvre sur une scène montrant des lowriders. Ensuite apparaît Eazy pour son premier couplet. Quand il dit « all of the sudden Dr. Dre is the G thang but on his old album-covers he was a she-thang » (« tout d'un coup Dre est le G thang mais sur la pochette de son ancien album il était un she-thang »), une photo de Dr. Dre extraite de World Class Wreckin' Cru, assez ancienne apparaît à l'écran, où il porte un tailleur, du mascara et du rouge à lèvres. Il continue de montrer les photos du même genre, toutes issues des pochettes de son album, et le reste du clip consiste simplement à montrer Eazy, Dresta et Knocc Out devant des lowriders, en train de « démontrer » que Dre n'est pas originaire de Compton (il a effectivement grandi dans le Sud de Los Angeles, juste au nord de Compton). Le clip montre des références claires à Rhythum D, DJ Yella, Cold 187um, Dirty Red, Krazy Dee, Steffon, H.W.A., MC Ren, DJ Slip de Compton's Most Wanted, Young Hoggs, Blood of Abraham et Tony-A.
La vidéo contient aussi des scènes montrant un personnage ressemblant à Eazy-E (connu sous le nom de Sleazy-E, apparu pour la première fois sur le clip de « Dre Day », en train d'être assailli et se faisant tirer dessus par le vrai Eazy-E, Knocc Out et Dresta, se faisant poursuivre par un chien et finalement poursuivi par Eazy-E et une foule de personnes, avant de s'écrouler, à demi mort, après avoir passé un panneau de signalisation où il est écrit « Leaving Compton ».

## Sample
Cette chanson a été samplée en 1999 par Gangsta Dresta, dans son titre "Fuck N.W.A." où il critiquait la réunion du groupe avec Snoop Dogg.
L'instrumental de cette musique a aussi été repris en 2005 par le rappeur français La Fouine pour son clash envers Kamelancien qui l'avait attaqué verbalement auparavant.

## Charts
| Année | Chart                            | Position |
| ----- | -------------------------------- | -------- |
| 1993  | U.S. Billboard Hot 100           | #4       |
| 1993  | Hot Rap Singles                  | #1       |
| 1993  | Hot R&B/Hip-Hop Singles & Tracks | #4       |
| 1993  | UK Top 75 Singles                | #24      |
| 2006  | Hot Ringtones                    | #20      |
| 2007  | 40 Songs That Changed the World  | #18      |